# Bradleya

Das Titelblatt der Erstausgabe zeigt eine von Richard Bradley gezeichnete Agave americana.

Die Bradleya ist das Jahrbuch der britischen Kakteen- und Sukkulentengesellschaft.
Das Jahrbuch erscheint seit 1983 und ist nach Richard Bradley benannt. Das Titelblatt der Erstausgabe zeigt eine von Bradley gezeichnete Agave americana. Neben Erstbeschreibungen enthält die Bradleya beispielsweise Artikel über die Lebensbedingungen der Kakteen und Sukkulenten an ihren natürlichen Standorten, Bearbeitungen einzelner sukkulenter Gattungen und zur Geschichte der Botanik.
Anfänglich wurde die Bradleya von den Botanikern Nigel Paul Taylor und David Richard Hunt herausgegeben, die beide am Botanischen Garten Kew arbeiten. Später war Gordon Douglas Rowley als Herausgeber tätig. Seit 2001 wird die Zeitschrift von Colin Charles Walker betreut.
Das Jahrbuch wird unter der ISSN 0265-086X publiziert.

## Nachweise
- G. D. Rowley: Dedication to Richard Bradley, F.R.S. In: Bradleya. Band 1, 1983, S. 1–2 (doi:10.25223/brad.n1.1983.a1).